# Drescomopsis
Drescomopsis é um gênero de mariposa pertencente à família Crambidae.